# Nova Nazaré
Nova Nazaré est une municipalité brésilienne située dans l'État du Mato Grosso.